# Resolución 1325 del Consejo de Seguridad de las Naciones Unidas
La resolución 1325 del Consejo de Seguridad de las Naciones Unidas fue aprobada por unanimidad el 31 de octubre de 2000, abogando por la adopción de una perspectiva de género que incluye las necesidades especiales de las mujeres y las niñas durante la repatriación y reasentamiento, la rehabilitación, la reintegración y la reconstrucción posconflicto.
Es el primer documento formal y legal del Consejo de Seguridad que exige a las partes en conflicto que respeten los derechos de las mujeres y apoyen su participación en las negociaciones de paz y en la reconstrucción posconflicto. La resolución fue iniciada por Netumbo Nandi-Ndaitwah, entonces Ministro de Asuntos de la Mujer en Namibia, cuando el país presidía el Consejo de Seguridad. 

## Resolución

### Observaciones
El Consejo de Seguridad expresó su preocupación por las víctimas civiles en los conflictos armados, en particular las mujeres y niños, que constituían la mayoría de las víctimas y eran atacados cada vez más. Esto a su vez tuvo un impacto en las posibilidades de la paz y la reconciliación. Las mujeres juegan un papel importante en la prevención y resolución de conflictos y por lo tanto es importante que participen por igual en el proceso de mantenimiento de la paz y la seguridad internacionales. También se reconoce la necesidad de adoptar una perspectiva de género en las operaciones de paz y la capacitación del personal sobre los derechos de la mujer. 

### Hechos
La resolución llama a todos los países para permitir una mayor representación de las mujeres en todos los niveles. El Secretario General de las Naciones Unidas Kofi Annan pidió a aumentar la participación de las mujeres en la toma de decisiones en los niveles de resolución de conflicto y el proceso de paz, designar a más mujeres como Representantes Especiales y ampliar su papel en las operaciones de mantenimiento de la paz, especialmente entre los observadores militares, policía, derechos humanos y el personal humanitario. En este sentido, el Consejo ha manifestado su voluntad de incorporar una perspectiva de género en las operaciones de mantenimiento de la paz.
El Consejo de Seguridad exhortó a que todas las partes implicadas en la negociación y aplicación de los acuerdos de paz tiene que tomar en cuenta las necesidades especiales de las mujeres y las niñas en conflicto armado, y dar apoyo a las iniciativas por la paz y el respeto de los derechos humanos de las mujeres y las niñas. Se insta también a adoptar medidas para proteger a las mujeres y las niñas contra la violencia de género, tales como violación y otras formas de abuso sexual, y de respetar la naturaleza humanitaria de los campos de refugiados, teniendo en cuenta las necesidades de las mujeres y las niñas para su diseño. 
Además, el Secretario General exhortó a que se realizara un estudio sobre el impacto de los conflictos armados sobre las mujeres y las niñas, y que se adopte una perspectiva de género para todas las misiones de paz.

## Los grupos relacionados
Los “Amigos de 1325” es un grupo informal ad hoc de Estados miembros de Naciones Unidas para promover la aplicación de la Resolución 1325, que fue organizado por Canadá
Uno de los miembros fundadores del Grupo de Trabajo de las ONG, Mujeres de Paz es un proyecto patrocinado por la Liga para promover la aplicación de la Resolución 1325, mediante la prestación de un centro de información centralizada sobre la situación de las mujeres, la paz y la seguridad.